# SH Netz Cup

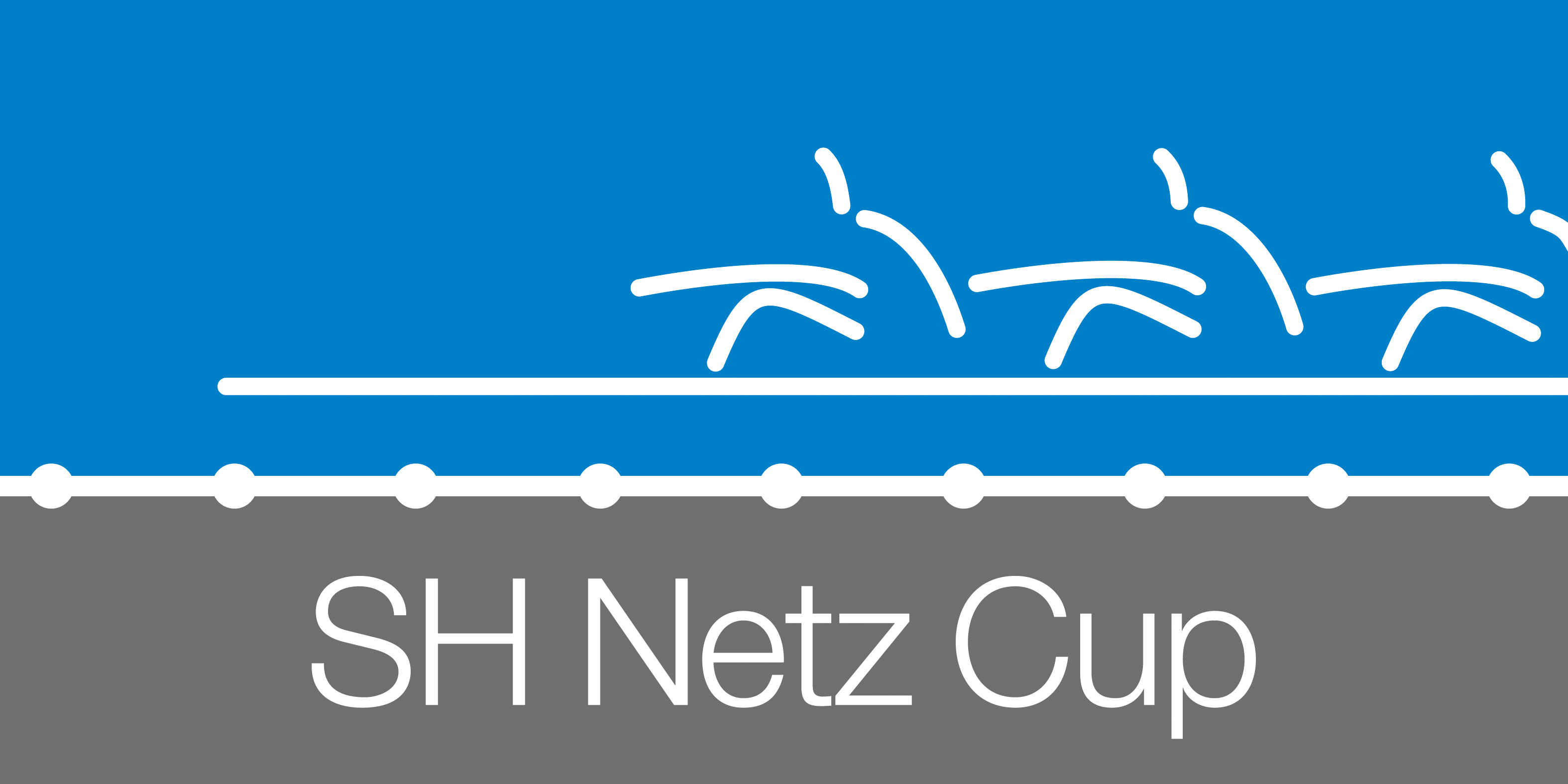
SH Netz Cup Logo

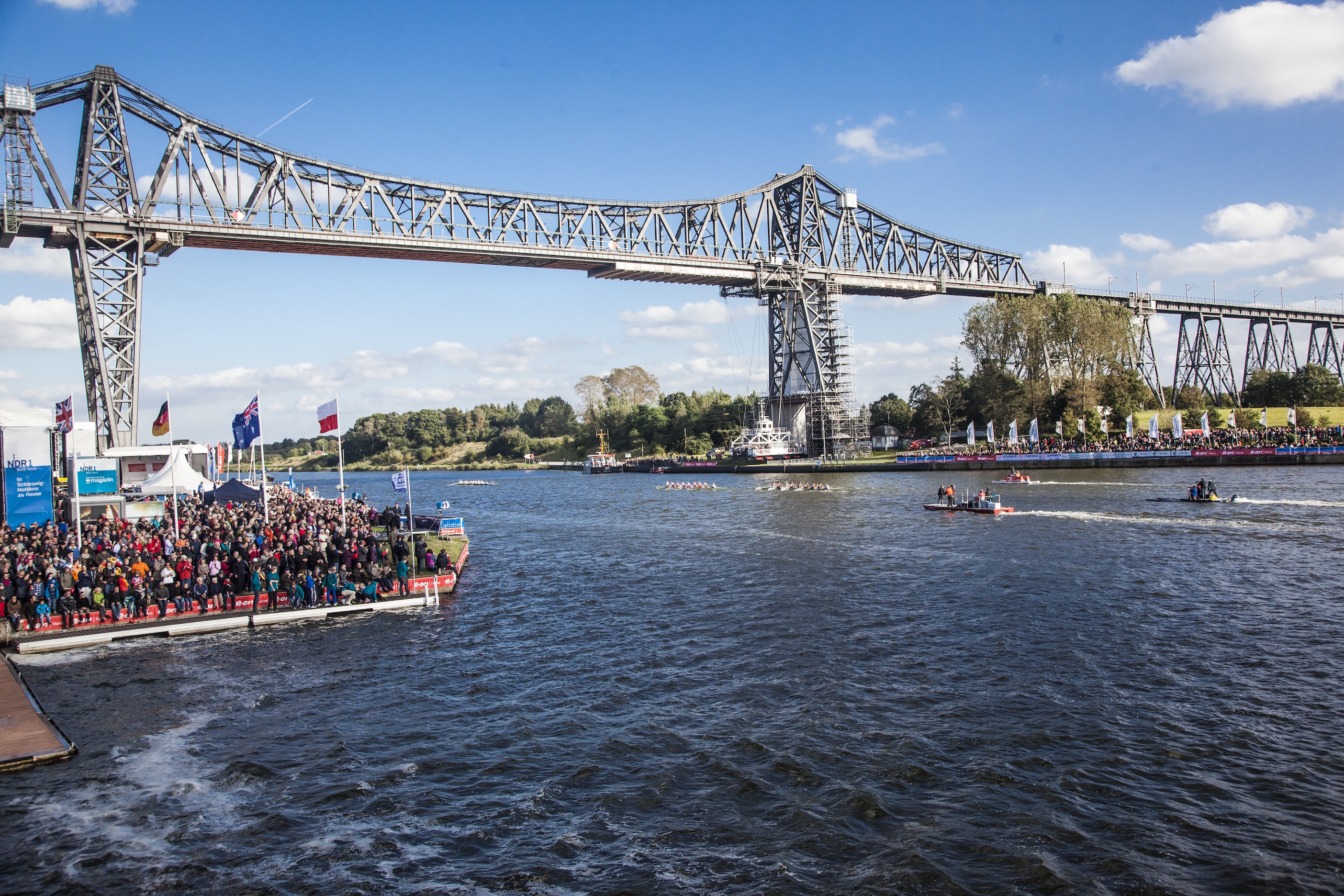
Zieleinlauf der internationalen Achter unter der Rendsburger Hochbrücke

Der SH Netz Cup – bis einschließlich 2002 Schleswag Canal-Cup, bis 2014 E.ON Hanse Cup – ist eine Ruderregatta mit einer Distanz von über 12,7 km. Er ist eines der größten internationalen Binnenland-Ereignisse der norddeutschen Region. Seit 2001 findet es jährlich auf dem Nord-Ostsee-Kanal von Kilometer 50 bis 62,725 statt, anfangs unter dem teils heute noch gebräuchlichen Namen „Kanal-Cup“. Seit 2022 trägt das Rennen den offiziellen Beinamen „Großer Preis des Landes Schleswig-Holstein“.

## Veranstaltung
Dies Ruderereignis dreht sich vor allem um die Teilnahme internationaler Ruder-Achter, aber es finden auch Rennen von Städtemannschaften und besonderen Ruderbooten statt. Daneben gibt es eine volksfestartige Begleitung im Rendsburger Kreishafen.

## Strecke
Die Ruderer starten in Breiholz an der Fähre. Die Strecke führt an der aktuellen Lotsenstation Rüsterbergen, der Weiche Schülp, der alten Lotsenstation Nübbel sowie dem Kreishafen Rendsburg vorbei. Die Ziellinie ist unter der Rendsburger Hochbrücke.

## Teilnehmer
Bisher haben teilgenommen:
- Deutschland
- Großbritannien
- USA
- Kanada
- Schweiz
- Niederlande
- Cambridge
- Australien
- Polen
- Frankreich
- Ukraine
- Österreich

## Bilanz

### Medaillengewinner

#### Achter Herren
| Jahr | Gold                     | Silber                 | Bronze                   | 4.                     | 5.                     | Siegerzeit (in Min.) |
| ---- | ------------------------ | ---------------------- | ------------------------ | ---------------------- | ---------------------- | -------------------- |
| 2001 | Deutschland              | Vereinigte Staaten     | Niederlande              |                        |                        |                      |
| 2002 | Deutschland              | Vereinigtes Königreich | Vereinigte Staaten       | Niederlande            |                        |                      |
| 2003 | Deutschland              | Vereinigte Staaten     | Vereinigtes Königreich   | Niederlande            |                        |                      |
| 2004 | Deutschland              | Vereinigte Staaten     | Niederlande              | Vereinigtes Königreich |                        | 34:59,1              |
| 2005 | Cambridge University     | Deutschland            | Vereinigte Staaten       | Niederlande            | Vereinigtes Königreich |                      |
| 2006 | Vereinigte Staaten       | Deutschland            | Vereinigtes Königreich   | Niederlande            | Cambridge University   |                      |
| 2007 | Deutschland              | Vereinigte Staaten     | Niederlande              | Schweiz                | Vereinigtes Königreich | 37:30                |
| 2008 | Deutschland              | Kanada                 | Niederlande              | Vereinigtes Königreich |                        | 38:01,6              |
| 2009 | Deutschland              | Kanada                 | Vereinigte Staaten       | Vereinigtes Königreich |                        | 38:20,05             |
| 2010 | Vereinigtes Königreich 2 | Deutschland            | Vereinigtes Königreich 1 | Deutschland U23        | Vereinigte Staaten     | 36:45,9              |
| 2011 | Deutschland              | Vereinigte Staaten     | Australien               | Niederlande            |                        | 35:43,4              |
| 2012 | Deutschland              | Polen                  | Vereinigtes Königreich   | Australien             |                        | 37:07,7              |
| 2013 | Deutschland              | Vereinigte Staaten     | Vereinigtes Königreich   | Polen                  |                        | 36:34,31             |
| 2014 | Deutschland              | Niederlande            | Vereinigte Staaten       | Polen                  | Frankreich             | 39:22,67             |
| 2015 | Vereinigtes Königreich   | Deutschland            | Niederlande              | Vereinigte Staaten     |                        | 37:45,90             |
| 2016 | Deutschland              | Niederlande            | Vereinigte Staaten       | Polen                  |                        | 38:08                |
| 2017 | Deutschland              | Vereinigte Staaten     | Vereinigtes Königreich   | Niederlande            |                        | 36:58                |
| 2018 | Vereinigte Staaten       | Deutschland            | Vereinigtes Königreich   | Niederlande            |                        |                      |
| 2019 | Deutschland              | Niederlande            | Vereinigtes Königreich   | Vereinigte Staaten     |                        | 37:35                |
| 2020 | Deutschland              | Polen                  | Deutschland U23          |                        |                        |                      |
| 2021 | Deutschland              | Niederlande            | Polen                    |                        |                        | 41:12,4              |
| 2022 | Vereinigte Staaten       | Niederlande            | Ukraine                  | Deutschland            |                        | 37:35                |
| 2023 | Vereinigtes Königreich   | Vereinigte Staaten     | Deutschland              | Österreich             |                        | 37:32,7              |
| 2024 | Niederlande              | Deutschland            | Vereinigtes Königreich   | Vereinigte Staaten     |                        | 37:46,5              |
| 2025 | Deutschland 1            | Deutschland 2          | Vereinigtes Königreich   | Niederlande            |                        | 36:41                |

#### Doppelvierer Damen
| Jahr | Gold        | Silber      | Bronze                 | Siegerzeit (in Min.) |
| ---- | ----------- | ----------- | ---------------------- | -------------------- |
| 2025 | Deutschland | Niederlande | Vereinigtes Königreich | 42:28                |

### Medaillenspiegel
| #   | Teilnehmer             | Gold | Silber | Bronze | Gesamt |
| --- | ---------------------- | ---- | ------ | ------ | ------ |
| 1.  | Deutschland            | 16   | 6      | 2      | 24     |
| 2.  | Vereinigte Staaten     | 3    | 8      | 5      | 16     |
| 3.  | Vereinigtes Königreich | 3    | 1      | 9      | 13     |
| 4.  | Niederlande            | 1    | 5      | 5      | 11     |
| 5.  | Cambridge University   | 1    | 0      | 0      | 1      |
| 6.  | Polen                  | 0    | 2      | 1      | 3      |
| 7.  | Kanada                 | 0    | 2      | 0      | 2      |
| 8.  | Australien             | 0    | 0      | 1      | 1      |
| 8.  | Ukraine                | 0    | 0      | 1      | 1      |
| 10. | Schweiz                | 0    | 0      | 0      | 0      |
| 10. | Frankreich             | 0    | 0      | 0      | 0      |
| 10. | Österreich             | 0    | 0      | 0      | 0      |

## Musik
Unter anderen traten folgende Musiker und Gruppen bei der Begleitveranstaltung im Kreishafen und an der Hochbrücke auf:
- Revolverheld
- Madcon
- Jupiter Jones
- Silly
- Sydney Youngblood
- Haddaway
- Culcha Candela
- Guildo Horn
- Münchener Freiheit
- Max Mutzke
- Hot Chocolate
- Stefanie Heinzmann

## Besonderes
Am 1. Oktober 2005 nahmen die 40 Ruderer der fünf teilnehmenden Achter an der ZDF-Show Wetten, dass..? teil. Sie versuchten erfolglos mit Ruderergometern lange genug 23 kW Leistung zu erzeugen, um die Schwebefähre den Nord-Ostsee-Kanal überqueren zu lassen. Diesen Weltrekord lösten sie jedoch 2010 ein.
Beim E.ON Hanse Cup 2013 wurde zugleich der hundertjährige Geburtstag der Rendsburger Eisenbahnhochbrücke, die die Ziellinie des Cups darstellt, gefeiert.
Von 2014 bis 2023 wurde das Hauptrennen der internationalen Achter live in der ARD oder im NDR übertragen. Seit 2024 wird es als Internetstream übertragen.
2025 wurde die Regatta erstmals um drei Damen-Doppelvierer erweitert. Der Wettbewerb der Doppelvierer startete zeitversetzt zwanzig Minuten vor den Achtern.